# توشیاکی هاجی
توشیاکی هاجی (انگلیسی: Toshiaki Haji؛ زادهٔ ۲۸ اوت ۱۹۷۸) بازیکن فوتبال اهل ژاپن است.
از باشگاه‌هایی که در آن بازی کرده‌است می‌توان به باشگاه فوتبال سرزو اوساکا، باشگاه فوتبال جف یونایتد ایچیهارا چیبا، و باشگاه فوتبال کاشیوا ریسول اشاره کرد.